# What Does Anything Mean? Basically
What Does Anything Mean? Basically è il secondo album in studio del gruppo post-punk inglese The Chameleons, pubblicato nel 1985.

## Tracce
Side 1
1. Silence, Sea and Sky – 1:59
2. Perfume Garden – 4:36
3. Intrigue in Tangiers – 5:17
4. Return of the Roughnecks – 3:26
5. Singing Rule Britannia (While the Walls Close In) – 4:17

Side B
1. On the Beach – 4:10
2. Looking Inwardly – 4:29
3. One Flesh – 4:28
4. Home Is Where the Heart Is – 4:54
5. P.S. Goodbye – 4:02

## Formazione
- Mark Burgess – basso, voce, archi
- Dave Fielding – chitarra, archi
- Reg Smithies – chitarra
- John Lever – batteria